# جورج لومتر
جورج لومتر (بالفرنسية: Georges Lemaître)‏، هو عالم فلك و‌كاهن كاثوليكي اقترح ما سمي فيما بعد نظرية الانفجار العظيم لنشأة الكون، وقد سماها من قبل «افتراض الذرة الأولية».
واسمه بالكامل (بالفرنسية: Monsignor Georges Henri Joseph Édouard Lemaître)‏ ولد في 17 يوليو 1894 وتوفي في 20 يونيو 1966 وهو بلجيكي الأصل، كان أستاذاً للفيزياء وعلم الفلك بالجامعة الكاثوليكية بمدينة لوفان.

## انجازاته العلمية

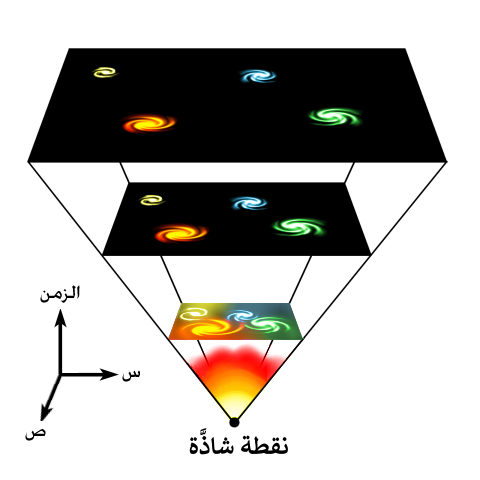
طبقا لنظرية الانفجار العظيم نشأ الكون من حالة عظيمة الصغر، عظيمة الكثافة، وعظيمة الحرارة تسمى حالة انفرادية. ومن ذلك الحين يتمدد الكون منتفخا حاملا معه المجرات مثلما ينفش العجين الذي يحتوي على الزبيب. ويبين الرسم تمثيلا لتطور جزء من الكون منذ كان صغيرا، حيث يعطي المحور الرأسي تقدم الزمن.

بعد الحرب العالمية الأولى قام جورج لومتر دراسة الفيزياء والرياضيات وبدأ دراستة اللاهوت لكي يصبح قسيسا. وحصل عام 1920 على دكتوراه الفلسفة عن موضوع رسالته «تقريب الدوال ذوات المتغيرات المتعددة الحقيقية» في موضوع من مواضيع الرياضيات البحتة. وعين قسيسا للكنيسة الكاثوليكية عام 1923.
التحق لومتر عام 1923 بجامعة كامبريدج لدراسة علم الفلك، وتعلم على يد آرثر إدينجتون مؤسس علم الفلك الحديث دراسة النجوم والتحليل الرياضي، ثم أمضى عاماً في مرصد هارفارد كوليج بكامبريدج مع العالم هارلو شابلي والذي اشتهر ذاك الوقت عن بحوثه في السدم، ثم بدأ لومتر بحث الدكتوراه في العلوم في معهد ماساتشوستس للتقنية.
عاد عام 1925 إلى بلجيكا وكان يقوم بتدريس بعض المحاضرات في جامعة لوفان الكاثوليكية. ثم قام بنشر بحثٍ علمي في مجلة الكائفة العلمية ببروكسل التي أشهرته عام 1927 وكانت تحت عنوان «كون متجانس ذو كتلة ثابتة ويتسع مسبباً دوران السدم خارج المجرة.».
وقدم في هذه الرسالة فكرته الجديدة عن كون يتمدد (كما استنتج قانون هابل) وقام بتعيين أول تقدير لثابت هابل ولكن حتى ذلك الوقت لم يُشِر إلى الانفجار العظيم. ولكن كانت الحالة الأولى التي قام بدراستها تعود إلى كون أينشتاين الذي يتصف بأنه كون مستقر ذو حجم ثابت. ولم تلفت تلك الرسالة نظر الفلكيين في وقت نشرها حيث لم تُقرأ خارج بلجيكا.
وفي ذلك الوقت لم يهتم أينشتاين كثيراً بالبحث الرياضي للومتر وكان رافضاً لفكرة تمدد الكون، وعلّق على رسالة لومتر قائلاً: «إن حساباتك سليمة ولكن الفيزياء التي استخلصتها ليست واقعية». ("Your math is correct, but your physics is abominable.")
وفي نفس السنة سافر لومتر إلى معهد ماساتشوستس للتقنية لتقديم رسالة الدكتوراه عن «مجال الجاذبية في كرة سائلة ذات كثافة متجانسة طبقا للنظرية النسبية». فنال عليها دكتوراه الفلسفة PhD، وعين أستاذاً للفيزياء في جامعة لوفان الكاثوليكية.
وفي عام 1930 قام إدنغتون بنشر مناقشة طويلة عن رسالة لومتر وذلك في المقالات الشهرية للجمعية الفلكية الملكية Monthly Notices of the Royal Astronomical Society ووصف حل لومتر بأنه طريقة ممتازة لحل مشاكل عالقة في علم الكون.
وقد أعيدت كتابة المقالة الرئيسية بطريقة مختصرة بالإنجليزية عام 1931 مقترنة بعدة تفسيرات من لومتر على أسئلة طرحها إدينجتون.
ودعي لومتر إلى لندن للمشاركة في اجتماع الجمعية البريطانية للتقدم العلمي ومناقشة العلاقة بين الكون الفيزيائي والتدين. وهناك اقترح لومتر أنّ تمدُّد الكون كان من نقطة ابتدائية أسماها «الذرة الأولية» قام بنشرها في مقالة في مجلة العلمية«ناتشر».
ووصف لومتر نظريته بأن «البيضة الكونية تنفجر عند لحظة الخلق»، وعرفت تلك النظرية فيما بعد بنظرية الانفجار العظيم، وهي تسمية صاغها فريد هويل.

## أهم أعماله

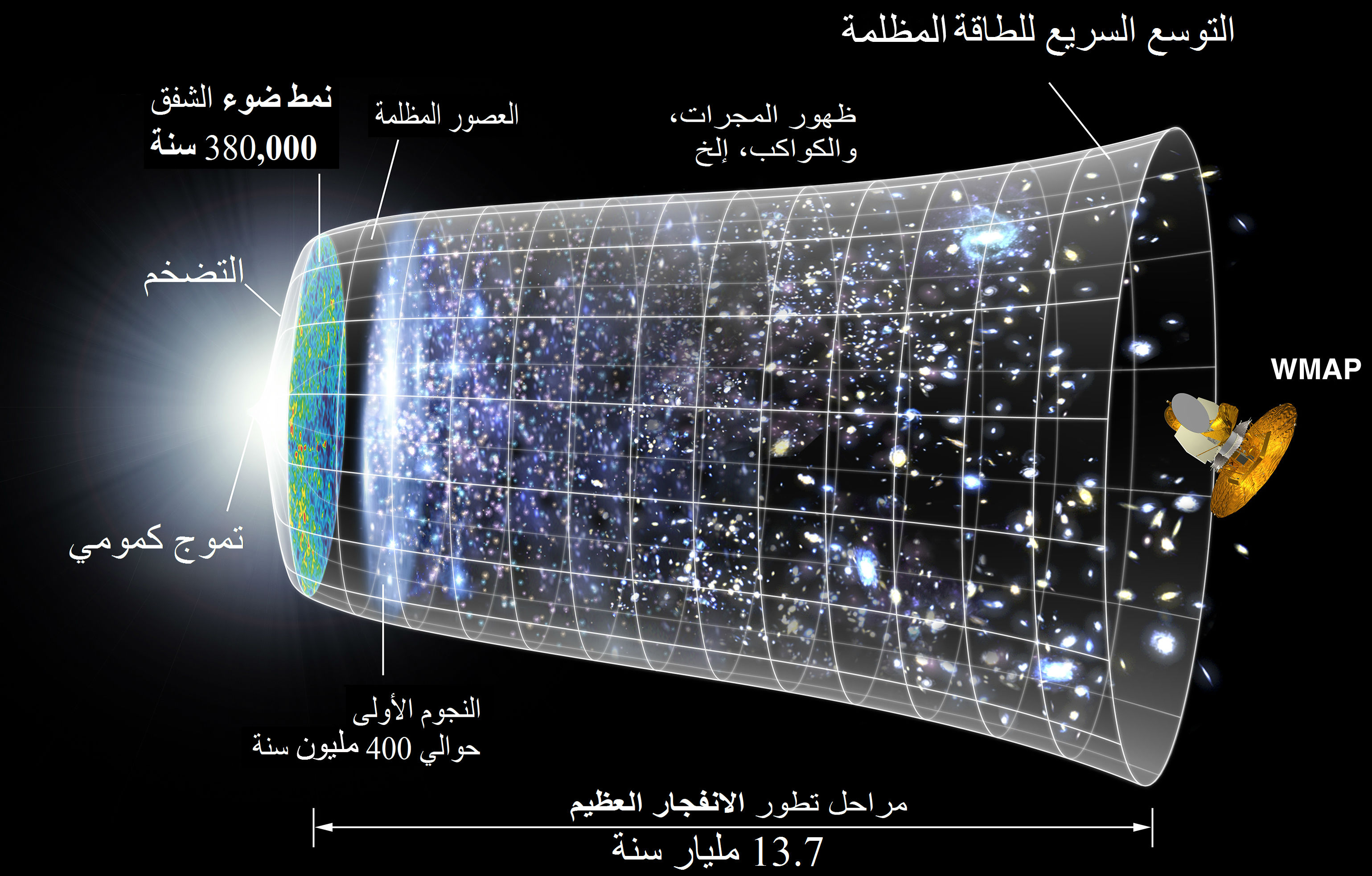
مراحل تطور الانفجار الكوني، هنا الثلاثة عشر مليار سنة الأولى، مسار الزمن من اليسار إلى اليمين (انقر الصورة). ويظهر إلى اليسار بالأزرق وقت إشعاع الخلفية الميكروني الكوني وبعده بنحو 500 مليون سنة تبدأ النجوم في الظهور وتضيئ الكون.

كان لومتر رائدا في تطبيق النظرية النسبية العامة لأينشتاين في علم الكون. وفي عام 1927 سبق مقالة إدوين هابل الشهيرة بسنتين كاملتين، حيث استطاع لومتر صياغة ما عُرف بعد ذلك بقانون هابل ووصفها بأنها ظاهرة أساسية في استخدامها في علم الكون مع تطبيق النظرية النسبية، كما استطاع حساب لثابت هابل، إلا أن لم يستطع إثبات أنها علاقة خطية بين بعد المجرات والانزياح الأحمر بسبب عدم توفر نتائج القياسات الفعلية آنذاك وقام بها هابل في ذلك الوقت وقام بنشرها في عام 1929.
وكان فريدمان يعيش في الاتحاد السوفييتي وتوفي عام 1925 مباشرة بعد اقتراحه لنظرية تعرف الآن ب نظرية فريدمان-لومتر-روبرتسون-ووكر. ونظرا لأن أمضى لومتر معظم حياته في أوروبا فهو لم يكن معروفا في الولايات المتحدة الأمريكية مثل إدوين هابل وأينشتاين، ومع ذلك فقد غيرت نظرية لومتر علم الفلك تغييرا جذريا. وذلك لأن لومتر بالإضافة إلى نبوغه فقد كان ملما بالآتي:
- كان ملما بأعمال الفلكيين وصاغ نظريته بحيث تستطيع أن تتمشى مع ماتأتي به المشاهدة العملية التي كانت متاحة في ذلك الوقت، وعلى الأخص فهم ظاهرة الانزياح الأحمر للمجرات والعلاقة الخطية بين مسافات المجرات بالنسبة غلينا وسرعتها،
- وقام بصياغة نظريته في الوقت المناسب حيث كان إدوين هابل على وشك القيام بنشر العلاقة بين المسافة وسرعة المجرات، والتي عززت تمدد الكون، وبالتالي تؤدي إلى نظرية الانفجار العظيم.
- كما أنه درس على يد ارثر إدينجتون الذي أيده وجعل العلميين آنذاك يهتمون بأعمال لومتر العلمية.

وكل من جورج لومتر وألكسندر فريدمان اقترح كونا يمكن وصفه ب النظرية النسبية العامة وأنه كون يتمدد ويتسع. ولكن لومتر كان هو الأول الذي رأى أن تمدد الكون يفسر الانزياح الأحمر لخطوط طيف المجرات. وهو أول من استنتج أن شيئا يمكن وصفه بأنه عملية خلق أدت إلى تكوين الكون في الماضي.
وتوفي جورج لومتر في 29 يونيو 1966 بعد أن اكتـُشف إشعاع الخلفية الميكروني الكوني والذي أتى بتأييد عملي إضافي إلى نظرية لومتر عن نشأة الكون.
وقام كل من ألان جوت وأندري ليندا في عام 1980 بإجراء تعديل في نظرية لومتر بأن أضافا إليها مرحلة تضخم كوني أو انتفاخ كوني.

## اقرأ أيضا
- قائمة رجال دين-علماء كاثوليك
- جورج جاموف
- جمال نصر الإسلام
- هانز بيته
- رالف ألفر

## روابط خارجية
- جورج لومتر على موقع الموسوعة البريطانية (الإنجليزية)
- جورج لومتر على موقع الموسوعة البريطانية (الإنجليزية)